# Quintuplete (fútbol)
Quintuplete, en términos deportivos, o más correctamente repóker, se refiere a la consecución de cinco títulos por parte de un equipo en la misma temporada.
Con el paso de los años y la adición de nuevas competiciones a nivel internacional —disputadas por falta de fechas en el calendario de la temporada durante el curso siguiente—, y cuya participación queda fijada en función de los resultados obtenidos la temporada anterior, ha extendido la acepción del término también al año natural por estar condicionadas.

## Fútbol

### Europa

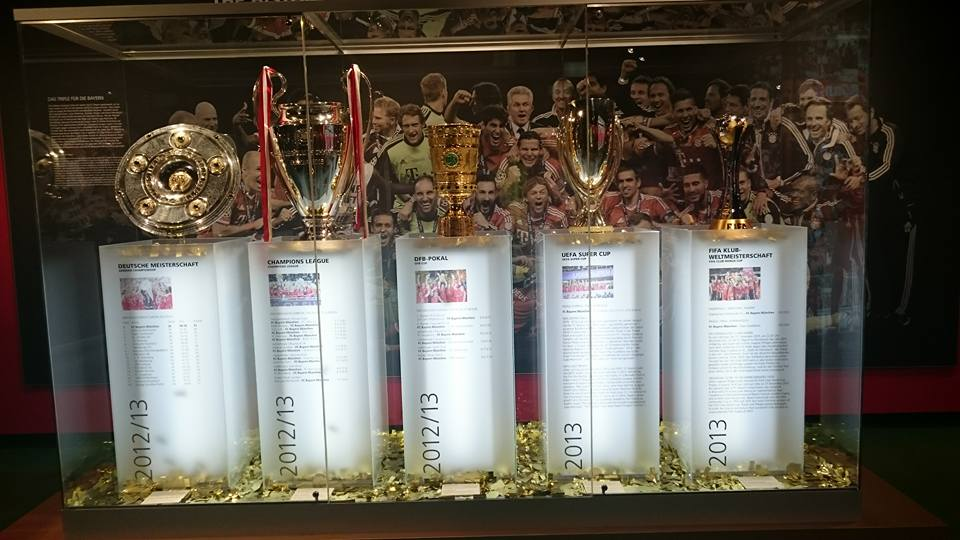
Vista del quintuplete del F. C. Bayern en 2013.

Actualmente solo nueve clubes han logrado tal hazaña en Europa. El primero de ellos fue el Celtic Football Club de Escocia, quien en 1967 logró conquistar la totalidad de los títulos nacionales disputados, cuatro, al que sumó la Copa de Europa. Además fue el único en lograrlo en la misma temporada, y se quedó a las puertas de conseguir un sextuplete en el año natural tras perder la Copa Intercontinental en el partido de desempate, y el primer club mundial en conquistar el triplete nacional-continental.
A ellos se añaden otros ocho clubes que si bien no lo lograron en la misma temporada, sí lo hicieron en un año natural.
Es el caso del Amsterdamsche Football Club Ajax quien se adjudicó cinco trofeos oficiales en el año 1972, pues todavía no se disputaba la Supercopa de los Países Bajos, repitiendo posteriormente en 1995 siendo el primer club en lograrlo en dos ocasiones. El primero de ellos estuvo además formado por el triplete nacional-continental.
Posteriormente, en la temporada 1996-97 el Valletta Football Club maltés logró un quintuplete de temporada, tras conquistar los trofeos de liga, copa, supercopa, y las competiciones de Löwenbräu Cup y la Super 5 Lottery Tournament. A ellos les siguió en el año 2001 el Liverpool Football Club consiguió igualar la gesta, compuesto por un triplete nacional y dos títulos continentales, siendo sin embargo considerado de menor prestigio al no haber logrado dos de las principales competiciones, el campeonato de liga a nivel nacional, y la Copa de Europa a nivel continental.
El club italiano Football Club Internazionale se quedó también a las puertas de conquistar seis, perdiendo únicamente la Supercopa de Europa frente al Club Atlético de Madrid en 2010. Mismo hecho consiguió repetir en dos ocasiones, en 2011 y 2015, el Fútbol Club Barcelona perdiendo la Copa del Rey ante el Real Madrid Club de Fútbol en la primera ocasión y la Supercopa de España frente al Athletic Club la segunda. El mismo club logró antes un tercer repóker integrado dentro del sextuplete conquistado en 2009. Posteriormente fue el Fußball-Club Bayern quien en 2013 logró cinco de los seis títulos que disputó, perdiendo la Supercopa de Alemania ante el Ballspielverein Borussia, el siguiente club en obtener cinco títulos de seis posibles en una misma temporada fue el Real Madrid Club de Fútbol, cayendo en la Copa del Rey contra el Real Club Celta de Vigo.
El último equipo en unirse es el Manchester City F. C., quien logró hacerse con el quintuplete en 2023, ganando la FA Cup 2022-23 a su rival, el Manchester United por 2-1, luego definiendo la Premier League 2022-23 ya en el tramo final ante un Arsenal FC que tenía el campeonato al bolsillo, tras ello, ganando la Liga de Campeones de la UEFA 2022-23 ante un Inter de Milán en un partido trepidante, en agosto del 2023, definiendo la Supercopa de la UEFA 2023 en penales por 5-4 ante el Sevilla FC, luego de terminar el partido en tiempos reglamentarios y suplementarios a 1, para en diciembre del 2023, ganar la Copa Mundial de Clubes de la FIFA 2023, ante un Fluminense FC, tras un gol tempranero que desacomodó al conjunto brasileño, solo perdiendo la Community Shield 2023 ante el Arsenal FC, por penales 4-1, tras empatar a 1 en los tiempos reglamentarios y suplementarios; y la Copa de la Liga en cuartos de final por 2-0 contra el Southampton FC.

### África
El primer club en lograrlo en África en una temporada fue el Al-Ahly Sporting Club egipcio, quien ganó cinco de los seis trofeos oficiales a los que aspiraba en 2006. Tras vencer la Liga de Egipto, la Copa de Egipto, la Supercopa de Egipto y la Copa de África —completando triplete nacional y nacional-internacional— venció la Supercopa de la CAF antes de ser eliminado en las semifinales del Mundial de Clubes por el Sport Club Internacional. La gesta fue igualada en 2011 por el Orlando Pirates Football Club, bajo año natural, tras vencer la Liga de Sudáfrica, la Copa de Sudáfrica, la Telkom Knockout o Copa de la Liga, la Copa MTN 8 de Liga, y la Copa Carling Etiqueta Negra.

### Asia
Hasta 2017 el único club en lograrlo fue el Buriram United Football Club tailandés tras vencer en el mismo año natural la Liga de Tailandia, la Copa de Tailandia, la Copa de la Liga de Tailandia, la Copa Kor Royal o Supercopa de Tailandia, y la Copa de Clubes Mekong.

### Registro
A continuación se detallan los clubes que han logrado conquistar un quintuplete, destacando a aquellos que lo lograron en la misma temporada.
Nota: Triplete se refiere al éxito de las consideradas tres máximas competiciones: Liga, Copa y Copa continental. No incluidos registros superiores.
| Equipo                                             | Temporada / Año | Títulos                            | Títulos              | Títulos                      | Títulos             | Títulos                    | Títulos          | Títulos               | Títulos      |
| Equipo                                             | Temporada / Año | Liga Nacional                      | Copa Nacional        | Otra(s) Copa(s)              | Otra(s) Copa(s)     | Otra(s) Copa(s)            | Copa Continental | Supercopa Continental | Copa Mundial |
| -------------------------------------------------- | --------------- | ---------------------------------- | -------------------- | ---------------------------- | ------------------- | -------------------------- | ---------------- | --------------------- | ------------ |
| Celtic F. C. → Incluyendo el Triplete              | 1966-67         |                                    |                      | Copa de la Liga de Escocia   | Copa de Glasgow     | Copa de Glasgow            |                  |                       |              |
| A. F. C. Ajax → Incluyendo el Triplete (1972)      | 1972            |                                    |                      | —                            | —                   | —                          |                  |                       |              |
| A. F. C. Ajax → Incluyendo el Triplete (1972)      | 1995            |                                    |                      |                              |                     |                            |                  |                       |              |
| Valletta F. C.                                     | 1996-97         | Premier League de Malta            | Copa Maltesa         | Supercopa de Malta           | Löwenbräu Cup       | Super 5 Lottery Tournament |                  |                       |              |
| Liverpool F. C.                                    | 2001            |                                    |                      |                              |                     |                            |                  |                       |              |
| Al-Ahly S. C. → Incluyendo el Triplete             | 2006            | Premier League de Egipto           | Copa de Egipto       | Supercopa de Egipto          | Supercopa de Egipto | Supercopa de Egipto        |                  |                       |              |
| F. C. Internazionale → Incluyendo el Triplete      | 2010            |                                    |                      |                              |                     |                            |                  |                       |              |
| Orlando Pirates F. C.                              | 2011            | Premier Soccer League de Sudáfrica | Copa de Sudáfrica    | Copa de la Liga de Sudáfrica | MTN 8               | Carling Black Label Cup    |                  |                       |              |
| F. C. Barcelona                                    | 2011            |                                    |                      |                              |                     |                            |                  |                       |              |
| F. C. Bayern → Incluyendo el Triplete              | 2013            |                                    |                      |                              |                     |                            |                  |                       |              |
| Buriram United F. C.                               | 2015            |                                    | Copa FA de Tailandia | Copa de la Liga de Tailandia | Copa Kor Royal      | Copa Kor Royal             |                  |                       |              |
| F. C. Barcelona → Incluyendo el Triplete           | 2015            |                                    |                      |                              |                     |                            |                  |                       |              |
| Real Madrid C. F.                                  | 2017            |                                    |                      |                              |                     |                            |                  |                       |              |
| Manchester City F. C. → Incluyendo el Triplete     | 2023            |                                    |                      |                              |                     |                            |                  |                       |              |
| Real Madrid C. F.                                  | 2024            |                                    |                      |                              |                     |                            |                  |                       |              |
| Paris Saint-Germain F. C. → Incluyendo el Triplete | 2025            |                                    |                      |                              |                     |                            |                  |                       |              |

Nota *: No incluidos Sextupletes o Septupletes al ser registros superiores.

### Registro femenino
Nota: Triplete se refiere al éxito de las consideradas tres máximas competiciones: Liga, Copa y Copa continental. No incluidos registros superiores.
| Equipo          | Temporada / Año | Títulos                 | Títulos        | Títulos                       | Títulos                     | Títulos                      | Títulos          | Títulos |
| Equipo          | Temporada / Año | Liga Nacional           | Copa Nacional  | Otra(s) Copa(s)               | Otra(s) Copa(s)             | Otra(s) Copa(s)              | Copa Continental |         |
| --------------- | --------------- | ----------------------- | -------------- | ----------------------------- | --------------------------- | ---------------------------- | ---------------- | ------- |
| Fulham W. F. C. | 2002–03         | FA Women's Super League | FA Women's Cup | FA Women's Premier League Cup | FA Women's Community Shield | London County FA Women's Cup |                  |         |